# Spy Game
Spy Game er en amerikansk spionfilm fra 2001 instrueret af Tony Scott og med Robert Redford og Brad Pitt i hovedrollerne.

## Medvirkende
- Robert Redford – Nathan D. Muir
- Brad Pitt – Tom Bishop
- Catherine McCormack – Elizabeth Hadley
- Stephen Dillane – Charles Harker
- Larry Bryggman – Troy Folger
- Marianne Jean-Baptiste – Gladys Jennip
- Ken Leung – Li
- David Hemmings – Harry Duncan
- Michael Paul Chan – Vincent Vy Ngo
- Garrick Hagon – CIA Director Cy Wilson
- Shane Rimmer – Ejendomsmægler
- Benedict Wong – Tran
- Adrian Pang – Jiang
- Omid Djalili – Beirut: Doumet
- Charlotte Rampling – Anna Cathcart
- James Aubrey – Mitch Alford

## Ekstern henvisning
- Spy Game på Internet Movie Database (engelsk)
- Spy Game på Filmdatabasen
- Spy Game på Scope
- Spy Game i Svensk Filmdatabas (svensk)
- Spy Game på AlloCiné (fransk)
- Spy Game på MovieMeter (nederlandsk)
- Spy Game på AllMovie (engelsk)
- Spy Game hos American Film Institute (engelsk)
- Spy Game på Turner Classic Movies (engelsk)
- Spy Game på The Movie Database (engelsk)